# Culicoides elemae
Culicoides elemae är en tvåvingeart som beskrevs av Pappas 1989. Culicoides elemae ingår i släktet Culicoides och familjen svidknott. Inga underarter finns listade i Catalogue of Life.